# Wąsosz Pierwszy
Wąsosz Pierwszy – wieś w latach 1980–2002 w Polsce, położona do 1998 w województwie łomżyńskim, w gminie Wąsosz, od 1999 w województwie podlaskim, w powiecie grajewskim, w gminie Wąsosz (53°31′ N, 22°19′ E).

## Toponimia
Urzędowa nazwa Wąsosz Pierwszy dla wsi poświadczona już w 1973, urzędowo weszła w życie dopiero 30 października 1980, kiedy wieś wydzielono adekwatnie do równobrzmiącego sołectwa ze zlikwidowanej jako osobna miejscowość wsi Wąsosz, a 1 stycznia 2003 zlikwidowana jako osobna miejscowość i wraz z Wąsoszem Drugim konstytuująca na nowo powstałą wieś Wąsosz. W 1973 poświadczone jako części wsi Kolonia-Gródź i Kolonia Łazy, w 1980 określone jako kolonie Kolonia Gródź i Kolonia Łazy. W obrębie wsi funkcjonowały w 1973 łąki: Gródź, Płaszczyzny i Zakoły oraz pole Łazy.